# Лебедівка (Курська область)
Лебедівка (рос. Лебедевка) — село в Суджанському районі Курської області Російської Федерації.
Населення становить 327 осіб. Входить до складу муніципального утворення Свердликовська сільрада.

## Історія
Село засноване українськими переселенцями у першій половині XVII ст.
Населений пункт розташований на території українського етнічного та культурного краю Східна Слобожанщина.
Від 2004 року село входить до складу муніципального утворення Свердликівська сільрада.
На початку серпня 2024 року село перейшло під контроль ЗСУ. Але у березні 2025 року село знову перейшло під контроль РФ

## Населення
| 2002 | 2010 |
| ---- | ---- |
| 404  | ↘327 |